# Les Sheriff
Les Sheriff, parfois stylisé Les $heriff, est un groupe de punk rock français, originaire de Montpellier, dans l'Hérault (Occitanie). Il est originellement actif entre 1984 et 1999. Ils sont considérés par la presse spécialisée comme l'un des fondateurs de la scène punk rock française. Les Sheriff font leurs adieux en 1999, et se reforment pour un concert exceptionnel, le 2 juin 2012, à Montpellier, à l'occasion du festival des 15 ans de l'association TAF (Tout à Fond). Le groupe remonte sur scène au printemps 2014 pour quelques dates en tête d'affiche ou en festivals. Idem en 2015, 2016 , 2017 et 2022 avec une incursion au Québec. Ils jouent au Hellfest en 2018 et 2022.
Ils sont connus pour leurs paroles simples ainsi qu'un son électrique et mélodique qui leur vaudront d'être comparés aux Ramones, même si leurs inspirations penchent en faveur des Dickies (dont ils feront une adaptation en français).

## Biographie

### Premiers succès (1984–1999)
En 1984, à Montpellier, trois jeunes musiciens issus du groupe Vonn qui vient tout juste de cesser d'exister, décident de continuer l'aventure rock en se rebaptisant les Sheriff. Manu, batteur et compositeur, Olivier, chanteur et auteur, et Philippe, guitariste, recrutent Michel à la basse. Rapidement, Philippe quittera le groupe et sera remplacé par Fred. Plus tard, en 1989, arrive un second guitariste : Fab (qui officiait un temps au sein de Tulaviok). 
Ils auront même fait la première partie des Ramones à Pau en juin 1992. Ils feront aussi une reprise des Stooges (I Feel Alright) sur leur album live Les Deux doigts dans la prise. La formation changera entre 1996 et 1998 (départ de Manu compositeur, puis de Fred guitariste). Les Sheriff se séparent en mars 1999, en pleine tournée italienne, deux ans après le départ du compositeur Manu et après leur ultime album, Électrochoc.

### Post-activités (2000–2011)
En 2004, Manu le batteur-compositeur, continue à composer et joue (guitare et chant) dans le groupe The hop la!. Fab, le guitariste, joue (guitare) avec Manu dans The hop la! de 2004 à 2006, et a enregistré avec eux, leur 1er album : Rigolus (2006). Il rejoint ensuite le groupe toulousain Brassen's not Dead pendant quelque temps (guitare, puis basse). Olivier le chanteur, écrit des paroles sur les deux derniers albums de The Hop La !, Sans danger (2008) et Le Coup du lapin (2012). Depuis 2006, Michel, le bassiste, joue de la guitare dans le groupe Les Concubins de la Chanson (rock-folk-chanson française), et enregistre compte deux albums avec eux, À la corne (2009), et De la chair (2011).
Depuis 2010, Les Fanatiques, un tribute band originaire de Francfort-sur-le-Main, en Allemagne, se consacre à jouer à l'identique et en concert les morceaux des Sheriff. Tout comme le groupe Pourvu Xa Dure originaire de Touget dans le Gers [Sud-Ouest de la France]. Idem pour les suisses Bongo Kidz.

### Retours (depuis 2012)
Ils se reforment le samedi 2 juin 2012 pour un concert unique à l'occasion des 15 ans de l'association Tout à Fond, à l'espace Gramont à Montpellier. Tous les membres des Sheriff étaient présents. Les Sheriff jouent aux côtés de trois autres groupes, Palavas Surfer, Brassen's not Dead, et les Washington Dead Cats. Concernant cette réunion, Olivier explique lors d'un entretien avec le quotidien La Dépêche que « c'était un hasard total ! Quand on s'est arrêtés il y a 15 ans je n'imaginais pas du tout reprendre la musique un jour. Pour moi, c'était fini tout ça. Un des membres du groupe faisait partie de l'association « Tout à fond », c'est lui qui nous a convaincus de refaire un concert de retour et d'adieu à la fois. Au final le concert était incroyable, et on refait quelques dates pour s'amuser. On est une bonne bande de copains, quand on est ensemble c'est super de se retrouver! » Les Sheriff font leurs adieux devant à peu près 6 000 personnes et donnent rendez-vous a leurs fans dans 15 ans.
Finalement c'est au printemps 2014 que le groupe remonte sur scène pour une petite série de dates qui se termine le 16 août au Motocultor Festival. Rebelote en 2015 avec quelques dates en France et au Québec. Ils continuent en 2016. En 2017, le groupe joue plusieurs concerts en France comme à L'Usine d'Istres (le 4 mars), la Salle Sembat de Chalon-sur-Saône (en mars), et à Rignac (en mai). En 2018, ils jouent notamment au Hellfest le 24 juin.
Le 10 décembre 2021, après 23 ans, les Sheriff sortent un nouvel album intitulé Grand bombardement tardif chez Kicking Records. Ils enchaînent sur une tournée à travers la France en 2022.

## Style musical et image
Du milieu des années 1980 à celui des années 1990, Les Sheriff font partie des groupes importants du paysage punk français, aussi appelé « rock alternatif » à cette époque, à l'instar de la Mano Negra, Parabellum, Ludwig von 88 ou encore OTH, autre groupe montpelliérain. L'apogée du groupe est avec leur album Soleil de plomb avec un son bien plus lourd (À la chaleur des missiles, Je ne suis pas un menteur, Bon à rien). Ils se faisaient remarquer par leurs chansons rapides, aux riffs mélodiques et à l'humour décapant (Arrête de parler pendant que tu dors, Jouer avec le feu ou 3, 2, 1, zéro!). Avec leurs textes particulièrement simplistes, leurs chansons étaient faciles à retenir et à chanter. Sur scène, ils étaient réputés pour jouer fort et vite, enchaînant souvent trente-cinq morceaux sans véritablement s'arrêter. Ces performances leur donnaient une réputation de « groupe à pogo » très populaire dans le public punk. Ils annonçaient souvent la couleur en se présentant ainsi sur scène : « On est les Sheriff et on fait du bruit » - introduction de l'album live Les Deux doigts dans la prise.
Le groupe s'inspire du rock 'n' roll des années 1950 avec des artistes comme Elvis Presley, Chuck Berry, Buddy Holly, Gene Vincent, et Lee Lewis, et de groupes comme les Clash, The Dogs, et Kid Pharaon.

## Membres

### Membres actuels
- Manu (Emmanuel Larnaud) - basse (ex batteur-compositeur)
- Olivier (Olivier Téna) - chant (auteur)
- Ritchie Buzz (guitare)
- Patrice (guitare)
- Seb "Lulu le cévenol" (Sébastien Benoit) - batterie (arrivé en 1997)

### Anciens membres
- Fred (Frédéric Bessière) † - guitare (décédé le 6 octobre 2020)
- Michel (Michel Conegero) - basse
- Fab (Fabrice Albert-Birot) - guitare

## Discographie

### Albums live
2024 : Près du Chaos (Kicking records)

### Compilations
- 2000 : CD Compilation : La Saga des Sheriff
- 2007 : CD Tribute : Génération Sheriff (Kicking Records)
- 2016 : CD Tribute : Génération $heriff Vol. 2 (Kicking Records)

### Rééditions
- 2004 : CD 3 en 1 (réédition en un album de Soleil de plomb / Le Grand, le Maigre, etc. / Du Goudron et des Plumes)
- 2007 : CD + DVD: Du Poudron et des Glumes (Last Call Records)